# Elginerpeton pancheni
Elginerpeton pancheni és una espècie fòssil del Devonià superior de Scat Craig (Escòcia). Originalment se'l descrigué com un «sarcopterigi no identificat», però una revisió feta per Per Ahlberg a principis de la dècada del 1990 demostrà que es tractava d'un tetràpode primitiu. De fet, Elginerpeton i el seu parent proper Obruchevichthys són els dos tetràpodes més antics dels quals s'ha trobat material ossi.
La seva mandíbula mesurava 70 cm de longitud, cosa que indica que devia ser un animal bastant gros.
El nom específic pancheni és un homenatge a Alec L. Panchen, un científic conegut pel seu treball sobre tetràpodes primitius.